# Octonoba spinosa
Octonoba spinosa là một loài nhện trong họ Uloboridae.
Loài này thuộc chi Octonoba. Octonoba spinosa được Hajime Yoshida miêu tả năm 1982.